# Convoi JW 51A
Seconde Guerre mondiale
Batailles
Bataille de l'Atlantique
- Bataille des Caraïbes
- Blocus allié de l'Allemagne
- Guerre météorologique
- Bataille du Rio de la Plata
- Opération Berlin
- Bataille du détroit de Danemark
- Opération Neuland
- Torpedo Alley
- Opération Paukenschlag
- Opération Postmaster
- Opération Cerberus
- Opération Biting
- Opération Chariot
- Bataille du Saint-Laurent
- Opération Frankton
- Bataille de la mer de Barents
- Mai Noir
- Bataille du cap Nord
- Opération Stonewall
- Opération Teardrop

Front d'Europe de l'ouest

Front d'Europe de l'est

Campagnes d'Afrique, du Moyen-Orient et de Méditerranée

Guerre du Pacifique

Guerre sino-japonaise

Théâtre américain
Le convoi JW 51A  est le nom de code d'un convoi allié durant la Seconde Guerre mondiale. Les Alliés cherchaient à ravitailler l'URSS qui combattait leur ennemi commun, le Troisième Reich. Les convois de l'Arctique, organisés de 1941 à 1945, avaient pour destination le port d'Arkhangelsk, l'été, et Mourmansk, l'hiver, via l'Islande et l'océan Arctique, effectuant un voyage périlleux dans des eaux parmi les plus hostiles du monde.
Le JW 51A était le premier convoi arctique au départ de la saison hivernale 1942–43, et commença la pratique de faire de petits convois deux fois par mois pendant les mois d'hiver pour réduire les problèmes de contrôle de grands groupes de navires dans la pénombre de la nuit polaire .

## Histoire
Le convoi JW-51A, au départ du Loch Ewe part pour l'URSS le 15 décembre 1942 avec une cargaison stratégique et du matériel militaire des États-Unis, du Canada et de la Grande-Bretagne. Il se compose de 16 cargos (Beauregard, Briarwood, Dynastic, El Almirante, El Oceano, Empire Meteor, Gateway City, Greylock , JLM Curry, Oligarch, Oremar 52, Richard Basset, Richard Bland, San Cipriano, West Gotomska et Wind Rush).
La couverture permanente du convoi est assurée par six destroyers de la Home Fleet (Faulknor, Fury, Boadicea, Echo, Eclipse et Inglefield) et par cinq navires plus petits (le dragueur de mines Seagull, les corvettes Honeysuckle et Oxlip et deux chalutiers armés Lady Madeleine et Northern Wave). La couverture de croisière se compose des croiseurs légers Sheffield et Jamaica, accompagnés des trois destroyers Beagle, Matchless et Opportune. Contrairement aux convois de la série PQ, les croiseurs ne rebroussent pas chemin à la longitude du Cap Nord ; ils accompagnent le convoi jusqu'à la baie de Kola.
La couverture à longue portée comprend le cuirassé King George V et le croiseur lourd Berwick, accompagnés de trois destroyers (Musketeer, Quadrant et Raider.

## Conclusion
Le convoi affronte trois sous-marins (U-Boote) en mer de Norvège, ainsi qu'un avion de la Luftflotte 5 basé en Norvège. Une force de surface comprenant les croiseurs lourds Admiral Hipper, Lützow et six destroyers stationne à Altafjord.
Le convoi n'est pas aperçu par les avions de reconnaissance allemands, ni par aucun U-Boot en patrouille, et traverse la mer de Norvège et la mer de Barents sans incident. Le 25 décembre il entre dans la baie de Kola sans perte.